# Gagrella scintillans
Gagrella scintillans is een hooiwagen uit de familie Sclerosomatidae.